# Йон Лаурідсен
Йон Лаурідсен (дан. John Lauridsen, нар. 2 квітня 1959, Рибе) — данський футболіст, що грав на позиції півзахисника.
Виступав, зокрема, за клуб «Еспаньйол», а також національну збірну Данії, у складі якої був учасником чемпіонату Європи 1984 року.
Чемпіон Данії. 

## Клубна кар'єра
У дорослому футболі дебютував 1979 року виступами за команду клубу «Есб'єрг», в якій провів три сезони, взявши участь у 76 матчах чемпіонату. 
Своєю грою за цю команду привернув увагу представників тренерського штабу клубу «Еспаньйол», до складу якого приєднався 1981 року. Відіграв за барселонський клуб наступні сім сезонів своєї ігрової кар'єри. Більшість часу, проведеного у складі «Еспаньйола», був основним гравцем команди.
Протягом 1988—1990 років захищав кольори команди клубу «Малага».
Завершив професійну ігрову кар'єру у клубі «Есб'єрг», у складі якого й починав виступи на футбольному полі. Прийшов до команди 1990 року, захищав її кольори до припинення виступів на професійному рівні у 1993.

## Виступи за збірну
1981 року дебютував в офіційних матчах у складі національної збірної Данії. Протягом кар'єри у національній команді, яка тривала 8 років, провів у формі головної команди країни 27 матчів, забивши 3 голи.
У складі збірної був учасником чемпіонату Європи 1984 року в Іспанії.

## Титули і досягнення
- Чемпіон Данії (1):

«Есб'єрг»:  1979